# Markus Krebs

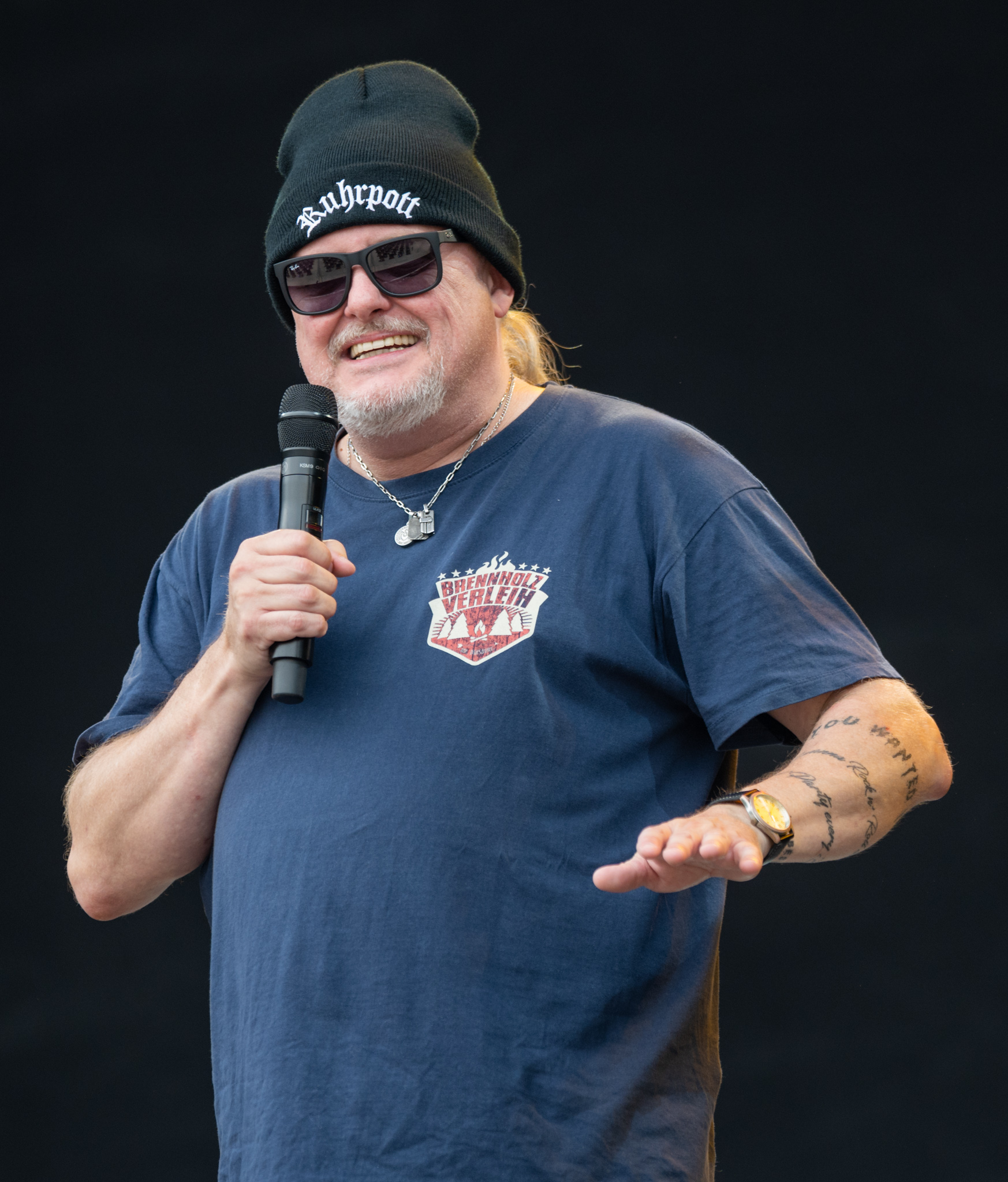
Markus Krebs (2021)

Markus Krebs (* 26. Juli 1970 in Duisburg-Neudorf) ist ein deutscher Stand-up-Comedian. Bekannt wurde er 2011 als Gewinner des RTL Comedy Grand Prix.

## Leben und Karriere
Als Kind litt Krebs unter Mumps und wurde im Zuge dessen an den Augen operiert, wobei ein Sehnerv verletzt wurde. Seitdem ist er auf dem rechten Auge blind.
Krebs ist gelernter Groß- und Außenhandelskaufmann. Er arbeitete als stellvertretender Baumarktleiter sowie in der Gastronomie und ist Anhänger des Fußballvereins MSV Duisburg, in dem er jahrelang auch als Hooligan auffiel. Als Stand-up-Comedian gastierte Krebs erstmals bei einer Veranstaltung in Dinslaken. 2008 gewann er den „Niederrheinischen Comedy-Preis“ und siegte am 18. November 2011 in der ersten Ausgabe des Formates Comedy Grand Prix bei RTL. Es folgten Auftritte im Fernsehen und Radio, unter anderem bei Kaya Yanar, Bülent Ceylan, TV total, Cindy aus Marzahn, Sträters Männerhaushalt, Tietjen und Hirschhausen oder Genial daneben. Nebenbei setzt Krebs sich auch für die Stiftung Rolli-Rockers-Sprösslinge e. V. ein, die sich um kranke Kinder kümmert.
Nach der ersten Tour Literatur unter Betäubung war Krebs ab Januar 2014 mit seinem zweiten Soloprogramm Hocker-Rocker in Deutschland, Österreich und der Schweiz unterwegs. Ab 2016 trat er mit dem Soloprogramm Permanent Panne auf; im September 2017 wurde es auf RTL ausgestrahlt. Im Februar 2018 moderierte er Die Show, die aus zwei Folgen bestand. Anschließend bekam er am 1. September 2018 mit der Witzearena eine eigene Sendung auf RTL, die aus sechs Folgen bestand. Am 23. Februar 2019 startete seine Tour Pass auf … kennste den?! in Olsberg. Im Januar 2019 nahm er an der Seite von Gary Anderson an der Promi-Darts-WM teil. Seit März 2020 hat Krebs einen eigenen Podcast, Comedykation mit Markus Krebs, den man unter anderem bei YouTube und Spotify abrufen kann. Des Weiteren nahm er an der im Juli 2020 ausgestrahlten Sendung Gefragt – Gejagt teil. Im August 2020 war er Teilnehmer der VOX-Show Grill den Henssler und im November 2020 bei Wer weiß denn sowas? im Ersten.

## Diskografie
- 2012: Literatur unter Betäubung
- 2014: Hocker-Rocker
- 2016: Permanent Panne
- 2019: Pass auf … kennste den?!

## Filmografie
- 2014: Comedy mit Karsten (als Gast)
- 2015: Hocker Rocker – Live
- 2017: Permanent Panne – Live
- 2017: Achtung, die Dietrichs kommen (Fernsehserie, RTL II)[4]
- 2020: Pass auf … kennste den?! – Live
- 2022: Comedy alle wegen mir? – Live

## Auszeichnungen
- 2008: Niederrheinischer Comedy-Preis
- 2011: RTL Comedy Grand Prix
- 2017: Recklinghäuser Hurz, Heimat-Hurz[5]
- 2022: Das große Kleinkunstfestival (Berlin-Preis)[6]